# Eugene Charlier
Eugene Charlier (Gand, 15 luglio 1880 – Liegi, 27 settembre 1963) è stato un ciclista su strada belga, professionista dal 1904 al 1912.

## Carriera
Vinse la Bruxelles-Spa nel 1907, e il Circuito di Gand nel 1908. Fu inoltre secondo   
alla Liegi-Bastogne-Liegi del 1908.
Ottenne inoltre diversi piazzamenti di tappa alla Etoile Carolingiénne.

## Palmarès

### Strada
- 1907

Buxelles-Spa
- 1909

Circuito di Gand

## Piazzamenti

### Classiche monumento
- Parigi-Roubaix

1908: ritirato
1909: ritirato
- Liegi-Bastogne-Liegi

1909: 2°